# Loma de Zempoala
Loma de Zempoala es una localidad del estado mexicano de Guanajuato. Es parte del municipio de Yuriria.

## Toponimia
El nombre «Zempoala» proviene de los términos en náhuatl: cempoalli, cuenta; tlan, lugar. Su significado es «lugar de cuenta».

## Demografía
| Gráfica de evolución demográfica |
|                                  |

| Censo | Población |
| ----- | --------- |
| 1900  | 383       |
| 1910  | 503       |
| 1921  | 313       |
| 1930  | 309       |
| 1940  | 638       |
| 1950  | 763       |
| 1960  | 1 177     |
| 1970  | 1 386     |
| 1980  | 1 685     |
| 1990  | 1 763     |
| 2000  | 1 813     |
| 2010  | 1 800     |
| 2020  | 1 919     |